# Wawrzyniec Typrowicz

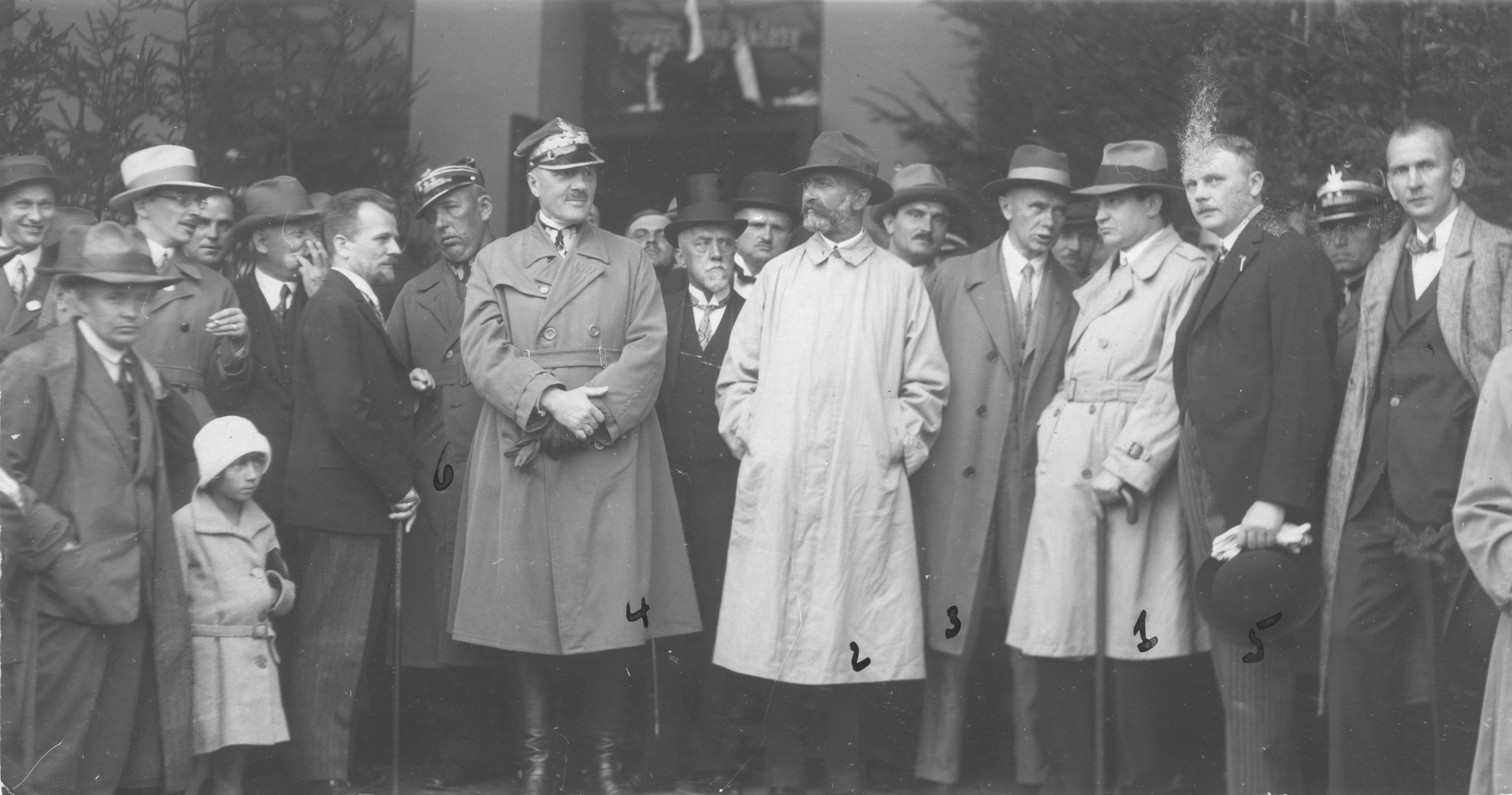
Zjazd Legionistów w Nowym Sączu w 1929 r. Wawrzyniec Typrowicz stoi w pierwszym rzędzie, drugi od prawej.

Wawrzyniec Typrowicz (ur. 29 stycznia 1890 w Mszanie, zm. wiosną 1940 w Charkowie) – polski działacz niepodległościowy, prawnik i polityk, major taborów rezerwy Wojska Polskiego, ofiara zbrodni katyńskiej.

## Życiorys
Urodził się 29 stycznia 1890 w Mszanie, w ówczesnym powiecie krośnieńskim Królestwa Galicji i Lodomerii, w rodzinie Wawrzyńca i Katarzyny z Jakielów. Był bratem Antoniego (1881–1965), księdza, Władysława (1885–1939), prawnika, majora intendenta rezerwy Wojska Polskiego, Stanisława (1888–1973), majora lekarza rezerwy Wojska Polskiego, Kazimierza (1903–1931) i Zofii (1908–1999).
W 1901 wstąpił do c. k. Gimnazjum w Jaśle, w którym uczyli się jego starsi bracia: Władysław (klasa VI) i Stanisław (klasa III). 29 czerwca 1909 zakończył naukę w klasie VIIIa jasielskiego gimnazjum i otrzymał świadectwo dojrzałości. Później (październik 1909 – lipiec 1910) odbył obowiązkową służbę wojskową w cesarskiej i królewskiej Armii, w charakterze jednorocznego ochotnika, a po jej zakończeniu został mianowany kadetem piechoty rezerwy i wcielony do c. i k. Pułk Piechoty Nr 20 w Krakowie. W latach 1910–1914 studiował na Wydziale Prawa Uniwersytetu Jagiellońskiego.
W czasie I wojny światowej walczył w szeregach macierzystego pułku. Na stopień podporucznika rezerwy został mianowany ze starszeństwem z 1 listopada 1914, a na porucznika rezerwy ze starszeństwem z 1 sierpnia 1916. Służąc w armii zaborczej należał do konspiracyjnej organizacji „Wolność”.
W latach 1918–1920 walczył w szeregach 1 pułku strzelców podhalańskich jako adiutant, a następnie dowodził taborami Dywizji Górskiej. Z dniem 25 października 1921 został zdemobilizowany w stopniu majora i przydzielony w rezerwie do 5 dywizjon taborów w Krakowie. 8 stycznia 1924 został zatwierdzony w stopniu majora ze starszeństwem z 1 czerwca 1919 i 6. lokatą w korpusie oficerów rezerwy taborowych. W 1934, jako oficer rezerwy pozostawał w ewidencji Powiatowej Komendy Uzupełnień Przemyśl i posiadał przydział do Kadry 8 dywizjonu taborów w Toruniu.
Po zwolnieniu z wojska ukończył studia na Wydziale Prawa Uniwersytetu Jagiellońskiego, a następnie sprawował funkcje: starosty nowosądeckiego (od grudnia 1927 do października 1929) i wicewojewody poznańskiego (od listopada 1929 do marca 1931). Mieszkał w Poznaniu przy ul. Gołębiej 1. Po zwolnieniu ze stanowiska wicewojewody przeprowadził się do Przemyśla, gdzie prowadził kancelarię notarialną (1931–1934). Mieszkał w Przemyślu przy ul. Rynek 23. Później przeniósł swoją kancelarię do Lwowa. W latach 1938–1939 był prezesem tamtejszej Izby Notarialnej.
W czasie kampanii wrześniowej 1939 – po agresji ZSRR na Polskę – w nieznanych okolicznościach dostał się do niewoli sowieckiej. Przebywał w obozie w Starobielsku. Wiosną 1940 został zamordowany przez funkcjonariuszy NKWD w Charkowie i potajemnie pogrzebany w bezimiennej mogile zbiorowej w Piatichatkach, gdzie od 17 czerwca 2000 mieści się Cmentarz Ofiar Totalitaryzmu w Charkowie. Figuruje na tzw. liście Gajdideja (poz. 3300).
5 października 2007 minister obrony narodowej Aleksander Szczygło mianował go pośmiertnie na stopień podpułkownika. Awans został ogłoszony 9 listopada 2007 w Warszawie, w trakcie uroczystości „Katyń Pamiętamy – Uczcijmy Pamięć Bohaterów”.
Był żonaty z Marią z Horaków (ur. 13 sierpnia 1897 w Podgórzu), z którą miał trzech synów: Jerzego, Władysława i Tadeusza.

## Ordery i odznaczenia
- Order Odrodzenia Polski[2]
- Krzyż Walecznych[29][2]
- Złoty Krzyż Zasługi[2]
- Medal Niepodległości – 9 listopada 1933 „za pracę w dziele odzyskania niepodległości”[30][1]
- Brązowy Medal Zasługi Wojskowej z mieczami na wstążce Krzyża Zasługi Wojskowej

9 maja 1938 Komitet Krzyża i Medalu Niepodległości ponownie rozpatrzył jego wniosek, lecz Krzyża Niepodległości nie przyznał.